# 증평공업고등학교
증평공업고등학교(曾坪工業高等學校)는 대한민국 충청북도 증평군 증천리에 있는 공립 고등학교이다.

## 학교 연혁
- 1951년 8월 31일 : 증평공업고등학교 설립인가(인가학급수 토목과 1학급, 건축과 1학급) 초대 윤희원 교장 취임
- 1951년 9월 25일 : 제1학년 입학식
- 1951년 10월 7일 : 개교식 거행 (증평엽연초재건조장 가교사에서)
- 1953년 4월 7일 : 증평중학교 별관으로 이전
- 1954년 3월 10일 : 제1회 졸업식
- 1956년 10월 10일 : 신축교사 준공 이전(본관 1동 258.5평(단층))
- 1977년 3월 2일 : 산업교육진흥법에 의거 하여 증평공업고등학교에 공업기술원양성소를 다음과 같이 설치할 것을 승인함, 1977. 3. 2. 문교부장관, 명칭 : 증평공업고등학교부설 공업기술원 양성소, 설치학과 및 정원 : 토목과 60명
- 1978년 3월 2일 : 부설 공업기술원 양성소 토목과 2학급으로 증설
- 1978년 4월 1일 : 부설 청소년단기기능훈련소 설치(지도과정 : 조적, 미장3개월, 제1기 4. 1 - 6. 30. 제2기 8. 20 - 11. 20.)
- 1980년 1월 23일 : 공업기술원 양성소 폐소
- 1988년 9월 28일 : 학칙변경 건축과 남학생을 남·여학생으로 변경
- 1989년 9월 23일 : 학칙변경 디자인과 여학생을 남·여학생으로 변경
- 1990년 9월 15일 : 학칙변경 토목과 남학생을 남·여학생으로 변경
- 1999년 3월 30일 : 씨름부 창단 (선수 4명, 감독 이송우)
- 2000년 10월 6일 : 학칙변경(토목과를 남녀공학으로 변경하여, 전학과 남녀공학)
- 2019년 7월 20일 : 충북 최초로 군특성화고 지정학교 선정(해병대 공병부문)
- 2023년 3월 1일 : 제26대 박한수 교장 부임
- 2024년 1월 5일 : 제71회 졸업식(졸업생 102명, 누계 19,443명)
- 2024년 3월 4일 : 제74회 신입생 입학 (도시공간건설과 15명, 건축인테리어과 20명, 디자인과 22명, 컴퓨터전자과 19명 계 76명)

## 설치 학과
- 컴퓨터전자과
- 디자인과
- 건축인테리어과
- 도시공간건설과

## 참고 자료
- 증평공업고등학교 - 한국교육학술정보원 학교알리미